# 007 골드핑거
《007 골드핑거》(영어: Goldfinger)는 1964년에 개봉된 《007 시리즈》 영화이다.

## 줄거리

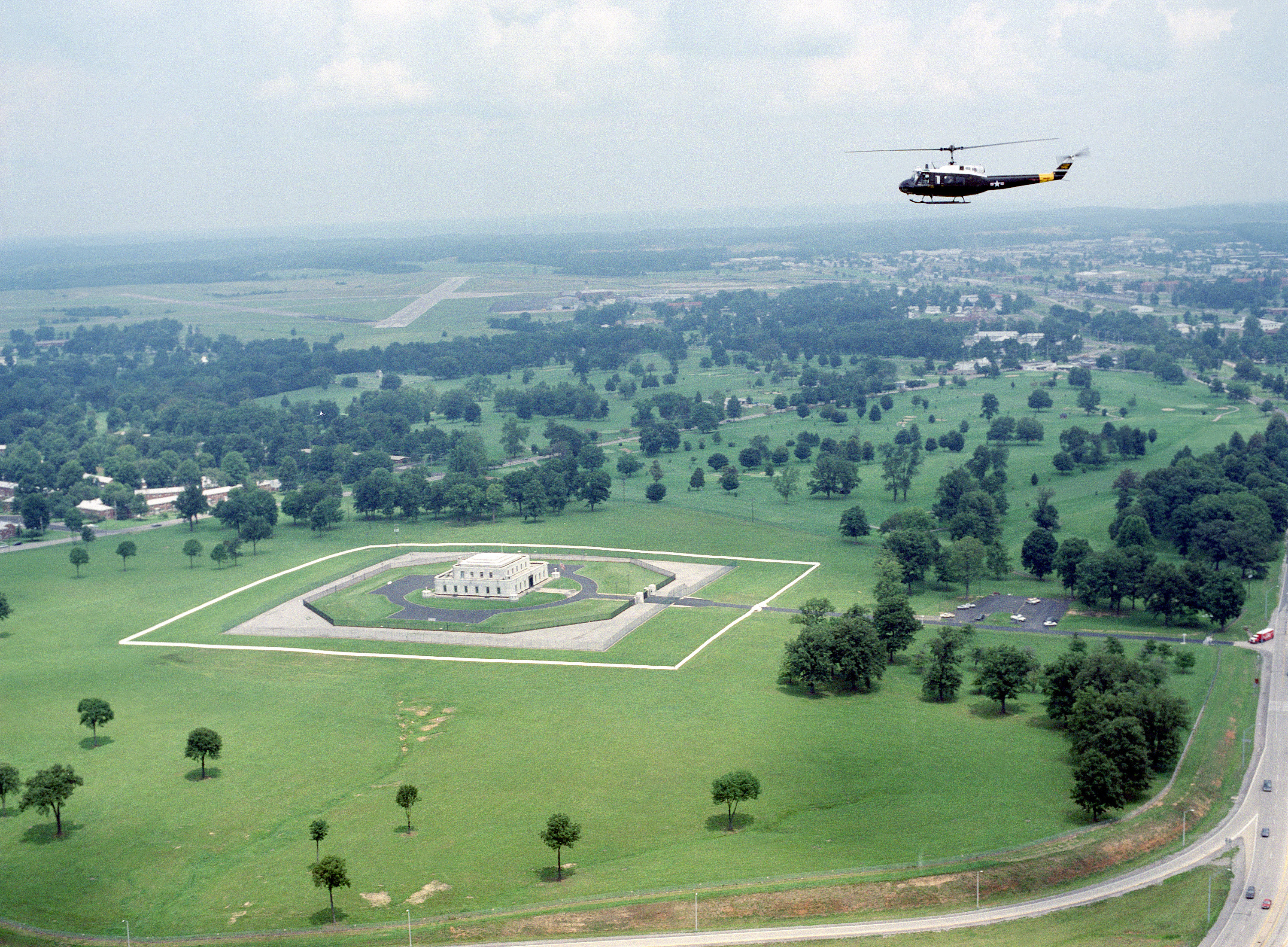
포트 녹스에 있는 미국 금괴 보관소의 항공 사진

MI6 요원 제임스 본드는 라틴아메리카의 마약 제조실을 파괴하고 욕조에서 적대자를 감전시킨다. 본드는 마이애미비치로 향하고, 그의 상관인 M은 CIA 요원 펠릭스 라이터를 통해 마이애미비치의 호텔에서 금괴 딜러 오릭 골드핑거를 주시하라고 본드에게 지시한다. 본드는 골드핑거가 그의 직원 질 매스터슨의 도움을 받아 고액의 진 러미 게임에서 사기를 치는 것을 발견한다. 본드는 질을 방해하고 골드핑거를 협박하여 게임에서 지게 만든다. 질과 함께 밤을 보낸 후, 본드는 골드핑거의 한국인 하인 오드잡에게 기절당한다. 본드가 깨어나자 질은 온몸에 금색 페인트가 칠해져 있었고, 피부 질식으로 사망한 상태였다.
런던에서 M은 본드에게 골드핑거가 국제적으로 금을 어떻게 밀수하는지 알아내라고 지시한다. Q는 본드에게 개조된 애스턴 마틴 DB5와 두 개의 추적 장치를 제공한다. 본드는 잉글랜드 은행이 제공한 회수된 나치 독일 금괴 한 덩어리를 사용하여 켄트주에 있는 골드핑거의 컨트리 클럽에서 골프를 친다. 골드핑거는 속임수를 쓰려 하지만 본드는 그를 속여 경기에 지게 만든다. 골드핑거는 본드에게 자신의 일에 간섭하지 말라고 경고하고, 오드잡은 자신의 엄청난 힘과 강철 테두리 모자를 과시한다. 본드는 골드핑거를 스위스로 따라가 질의 언니 틸리를 만나는데, 틸리는 골드핑거를 암살하려 하지만 본드에게 제지당한다.
본드는 스위스에 있는 골드핑거의 정제소에 잠입하여 그가 중국인 핵물리학자 링에게 롤스로이스 팬텀 III의 차체에 금을 넣어 잉글랜드 밖으로 밀수한다고 말하는 것을 엿듣는다. 본드는 또한 골드핑거가 "그랜드 슬램 작전"을 언급하는 것을 엿듣고, 다시 골드핑거를 죽이려 하는 틸리와 마주친다. 경보가 울리고 오드잡은 모자로 틸리를 죽이고 본드는 붙잡혀 탁자에 묶인 채 머리 위 산업용 레이저로 위협받는다. 본드는 골드핑거에게 MI6가 그랜드 슬램 작전을 알고 있다고 거짓말하고 골드핑거는 그의 목숨을 살려준다. 조종사인 푸시 갤로어는 붙잡힌 본드를 전용기로 켄터키주 렉싱턴 근처 골드핑거의 종마 목장으로 비행한다.
본드는 감금실을 탈출하여 골드핑거가 미국 마피아와 만나는 것을 목격한다. 미국 마피아는 그랜드 슬램 작전에 필요한 재료를 공급했다. 골드핑거는 이 계획이 지구 대기권에 델타-9 신경 가스를 방출하여 24시간 동안 의식을 잃게 함으로써 포트 녹스에 침입하는 것이라고 밝힌다. 골드핑거는 계획이 성공하면 보상을 곱절로 늘리겠다고 약속하지만, 그들은 그의 계획을 비웃고, 특히 미스터 솔로는 즉시 지불을 요구하며 다른 사람들이 치명적인 가스에 질식하기 전에 떠난다. 본드는 푸시 갤로어에게 붙잡히지만, 솔로가 떠날 때 그의 주머니에 추적 장치를 심어 CIA에 경고하려 한다.
솔로는 오드잡에게 살해당하고 그의 시체는 추적 장치와 함께 자동차 압착기에서 파괴된다. 본드는 금을 옮기는 것이 불가능하다고 골드핑거에게 따지고 골드핑거는 동의한다. 본드는 링의 존재로부터 중국 정부가 금을 무가치하게 만들 더러운 폭탄을 제공하여 골드핑거의 금 가치를 높이고 중국이 그 결과로 인한 경제 붕괴로 권력을 얻을 것이라고 추론한다. 그랜드 슬램 작전은 푸시 갤로어의 비행 서커스가 포트 녹스에 가스를 뿌려 군 경비원들을 쓰러뜨리는 것으로 시작된다.
골드핑거의 사설 군대가 포트 녹스에 침입하여 금고에 접근하고 골드핑거는 폭탄을 가지고 헬리콥터로 도착한다. 금고 안에서 골드핑거의 부하 키쉬는 본드를 폭탄에 수갑으로 묶는다. 골드핑거가 모르는 사이에 본드는 푸시를 설득하여 당국에 알리고 가스를 무해한 물질로 교체했다. 골드핑거는 본드, 오드잡, 키쉬를 금고 안에 가둔다. 미 육군이 공격하자 골드핑거는 링을 죽이고 탈출한다. 오드잡은 키쉬가 금고를 탈출하려 하자 그를 통로에서 던져버린다. 본드는 키쉬의 열쇠로 자신을 풀지만 오드잡이 그를 폭행한다. 본드는 오드잡을 감전시키고 폭탄의 잠금 장치를 강제로 풀지만 해체 방법을 확신하지 못한다.
골드핑거의 부하들을 죽인 후, 미군은 금고를 열고 전문가가 "007"초 남은 상태에서 장치를 끈다. 본드는 백악관에서 대통령과 점심을 먹기 위해 비행기에 탑승하지만 골드핑거는 비행기를 납치하여 승무원을 격납고에 묶어두고 푸시를 조종석에 앉힌다. 본드와 골드핑거는 골드핑거의 총을 두고 싸우고, 총이 발사되어 창문이 깨지면서 폭발적인 감압이 발생한다. 골드핑거는 창문 밖으로 날아간다. 본드와 푸시는 추락하는 비행기에서 낙하산으로 뛰어내린다. 라이터의 수색 헬리콥터가 보이지 않는 두 사람 위를 지나간다. 푸시는 그들에게 알리려 하지만 본드는 장난스럽게 "구조될 시간이 아니야"라고 말하며 낙하산을 그들 위로 덮는다.

## 한국판 성우진(KBS) (1996년 2월 17일)
- 양지운 - 제임스 본드(숀 코너리)
- 노민 - 골드핑거(거트 프로브)
- 이선영 - 푸시(오너 블랙먼)
- 임종국 - M(버나드 리)
- 온영삼 - 펠릭스 라이터(섹 라인더)
- 유지영 - 머니페니(루이스 맥스웰)
- 최흘 - 스미서스(리차드 버논)
- 남궁윤 - Q(데스몬드 레웰인)
- 송두석 - 시몬스(오스틴 윌리스)
- 김새영 - 골드핑거의 동료(빌 나기)
- 이윤선 - 솔로(마틴 벤슨)
- 서혜정 - 질(셜리 이톤)
- 김정주 - 비행 조종사(알레타 모리슨)
- 김일 - 키쉬(마이클 멜링어)
- 문선희 - 틸리(타니아 말렛)

## 원작 소설에 대한 비판

### 한국인 비하
등장 인물 중 한국인으로 나오는 오드 잡은 글도 못 읽는 문맹인데다 고양이를 즐겨 먹으며, 한국인들은 세계에서 가장 잔인하고 무자비한 민족이며 원숭이보다 하등하다던가 하다고 비하하고 있다.

### 동성애자 강간
레즈비언을 이성애자로 만들겠다고 강간하는 것을 정당화하는 묘사가 나온다.